# Binturong
Arctictis binturong
Genre
Espèce
Répartition géographique
Statut de conservation UICN

 VU A2cd+3cd+4cd : Vulnérable
Statut CITES

Le binturong (Arctictis binturong) est une espèce de mammifères de la famille des viverridés (Viverridae). C'est un animal au corps allongé, de 9 à 20 kg, au pelage noir, un peu grisonnant. Bon grimpeur, il se déplace dans les arbres en s’aidant de sa longue queue préhensile musculeuse.

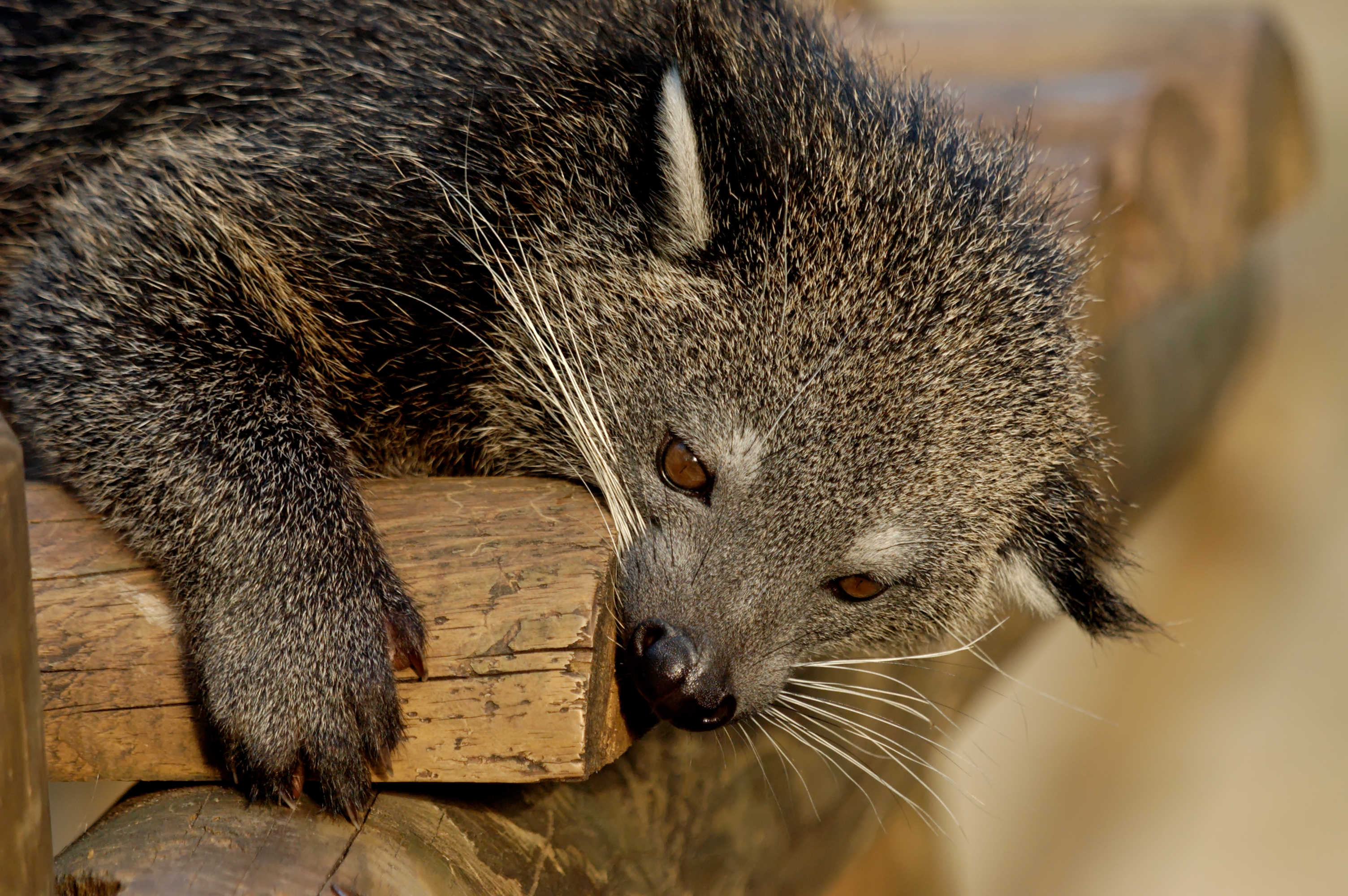
Tête d'un chat-ours.

Bien que faisant partie de l'ordre des carnivores (Carnivora), ce « chat-ours » asiatique arboricole a un régime alimentaire omnivore, essentiellement frugivore. Il vit dans les forêts d'Asie du Sud-Est et du Nord-Est de l’Inde.
C'est une espèce menacée, au stade « vulnérable », en raison d’un rétrécissement de son aire de répartition, de la dégradation et destruction de son habitat et d’une surexploitation due à la chasse pour la viande et la médecine traditionnelle.
C'est la seule espèce du genre Arctictis.

## Dénominations
- Nom scientifique valide : Arctictis binturong (Raffles, 1821)[2] ;
- Noms vulgaires (vulgarisation scientifique) recommandés ou typiques en français : binturong[3],[4],[5] ;
- Autres noms vulgaires ou noms vernaculaires (langage courant) pouvant désigner éventuellement d'autres espèces : on l'appelle parfois chat-ours (de l'anglais bear-cat).

### Étymologie
Le nom de genre Arctictis est un nom composé en latin scientifique formé de deux étymons empruntés au grec ancien ἄρκτος / árktos (« ours ») et ἴκτις / íktis (« belette »).
L’épithète spécifique de binturong est un emprunt au malais d’un mot désignant le même animal.

### Nomenclature
La première description de l’espèce publiée est celle d’un militaire botaniste Thomas Raffles, lieutenant-gouverneur du Fort Marlborough à Sumatra en Indonésie. En fait, la description lui est communiquée par le major Farquhar qui possède alors un spécimen vivant de binturong (Trans. Linn. Soc. Lond., 1821, vol. 13 p. 253).

## Caractéristiques

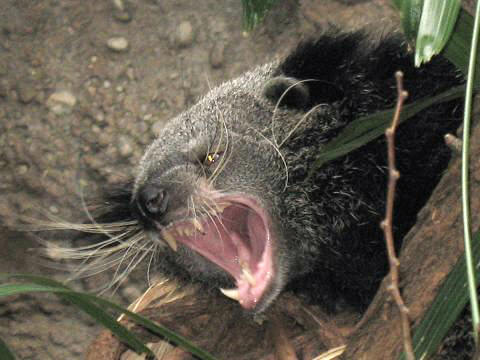
Tête et denture d'un binturong en colère.

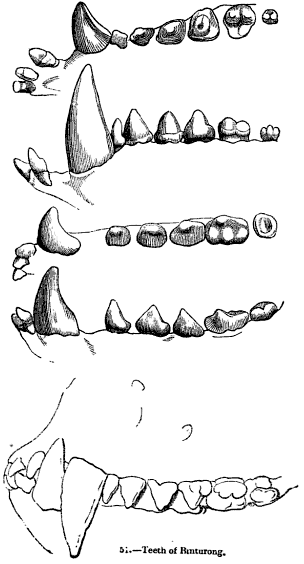
Denture du binturong

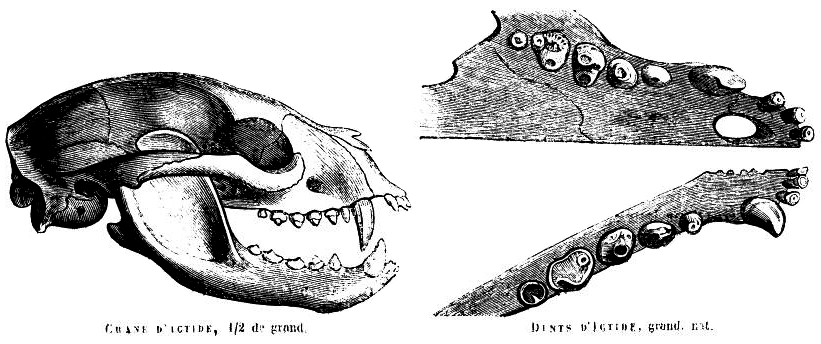
Denture du binturong.

Le binturong est la plus grande espèce de Viverridae, pesant de 9 à 20 kg. La longueur du corps (sans la queue) est 61 à 96 cm avec une longueur de queue presque égale, de 56 à 89 cm. Les femelles sont 20 % plus grandes que les mâles,. Mâles et femelles ont un long corps fuselé porté par de courtes pattes caractéristiques des viverridés.
- Poids : 9 à 20 kg
- Corps : 60 à 96 cm de long
- Queue : 56 à 89 cm de long

- Dimorphisme sexuel : la femelle est plus grande

Les binturongs sont couverts d’une longue fourrure, assez grossière, noire avec parfois des extrémités de poils grisonnants. Des poils gris et chamois couvrent la tête et leur museau est orné d'une longue moustache blanche. Les oreilles sont courtes, arrondies, avec une bordure blanche, et sont terminées par des touffes de longs poils noirs. Les yeux ronds sont noirs ou brun rougeâtre.
Les binturongs sont l’une des deux espèces de Carnivora à avoir une queue préhensile, l’autre étant le kinkajou (Potos flavus). Grâce à celle-ci, le binturong traverse habilement la canopée des hautes forêts tropicales.
Le museau est court et pointu.
La denture des binturongs est caractéristique des Carnivora. La formule dentaire, est 3.1.4.23.1.4.2 mais le nombre de Pm 4/4 peut être réduit à 4/3 ou 3/3. Chaque demi-mâchoire comporte 3 incisives courtes, 1 canine longue et pointue, 4 ou 3 prémolaires et 2 molaires; 3 prémolaires de la mâchoire supérieure sont pointues ; 2 prémolaires inférieures sont pointues, une prémolaire est petite ou absente.
C'est un animal essentiellement arboricole et une des rares espèces de Carnivora dotées d'une queue préhensile, très puissante et musclée à la base. Celle-ci facilite les déplacements dans les arbres, à la fois comme cinquième membre et comme balancier.
Comme tous les viverridés, les binturongs des deux sexes possèdent une paire de glandes qui s’ouvrent de chaque côté de l’anus. Elles produisent une sécrétion « musquée » dont l’odeur évoque celle du pop-corn chaud. Les composants principaux de la sécrétion sont trois acides carboxyliques : acide 2-méthylpropanoïque, acide 2-méthylbutanoïque et acide 3-méthylbutanoïque.
Il peut vivre plus de 25 ans en captivité et 18 ans à l’état sauvage.

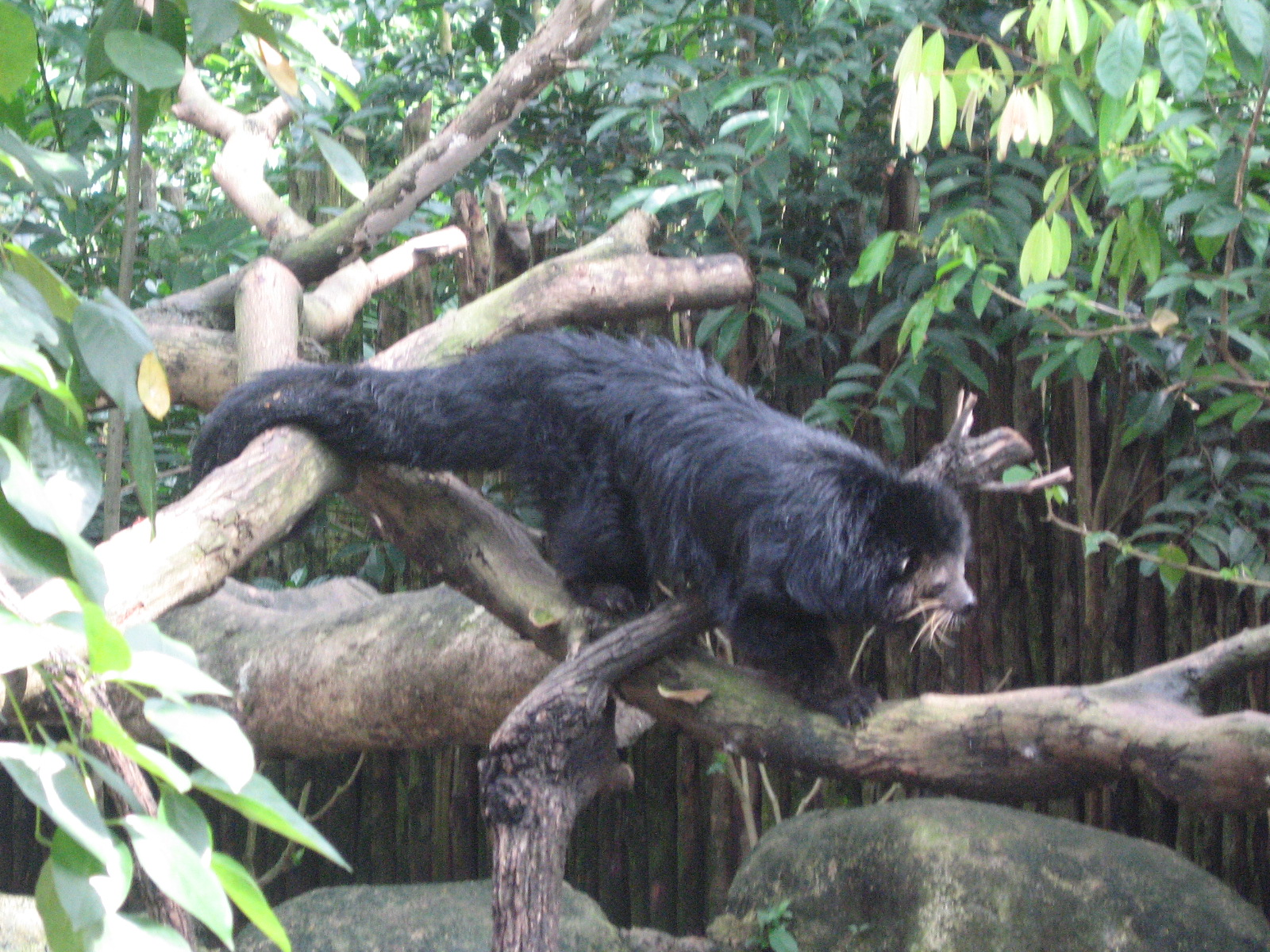
Le Binturong est arboricole et s'aide de sa queue préhensile.

## Écologie et comportement
Le comportement du binturong dans son milieu naturel est mal connu. C'est un animal arboricole, solitaire et nocturne, présent dans les forêts tropicales d'Asie du sud-est. Il descend rarement au sol mais peut y être obligé si les arbres ne sont pas rapprochés (ce qui est le cas dans les forêts secondaires). Quand il marche, il s’appuie sur la plante des pieds.
Son activité principale se fait le matin entre 4 heures et 6 heures et le soir entre 20 heures et 22 heures, c’est donc une activité en partie crépusculaire.
Le binturong est doté de glandes périanales (situées entre la queue et les parties génitales) qui lui permettent de sécréter un musc avec lequel il marque les arbres pour délimiter son territoire ou rechercher un partenaire sexuel.
Les binturongs mâles ont des territoires d’une taille moyenne de 6,2 km2, avec un chevauchement moyen de 35 %. Dans l’État de Sabah de Malaisie orientale, le binturong a été observé grâce à des pièges photographiques dans toutes les enquêtes sur les zones forestières, y compris les forêts primaires et exploitées, mais n'a pas été détecté dans les plantations de palmiers à huile.

### Alimentation
Le jour, le binturong dort ; au crépuscule, la nuit et à l’aube, il emprunte des chemins réguliers dans les branches (comme les singes) pour chercher sa nourriture. Bien que faisant partie de l'ordre des Carnivores, son régime alimentaire est principalement composé de végétaux, surtout de fruits : il est frugivore à près de 80 %. Opportuniste, il capture aussi diverses petites proies comme des petits rongeurs, des oiseaux ou même des reptiles, ce qui fait de lui un omnivore. À l’occasion, le binturong mangera des œufs, des rameaux d’arbres ou des feuilles.

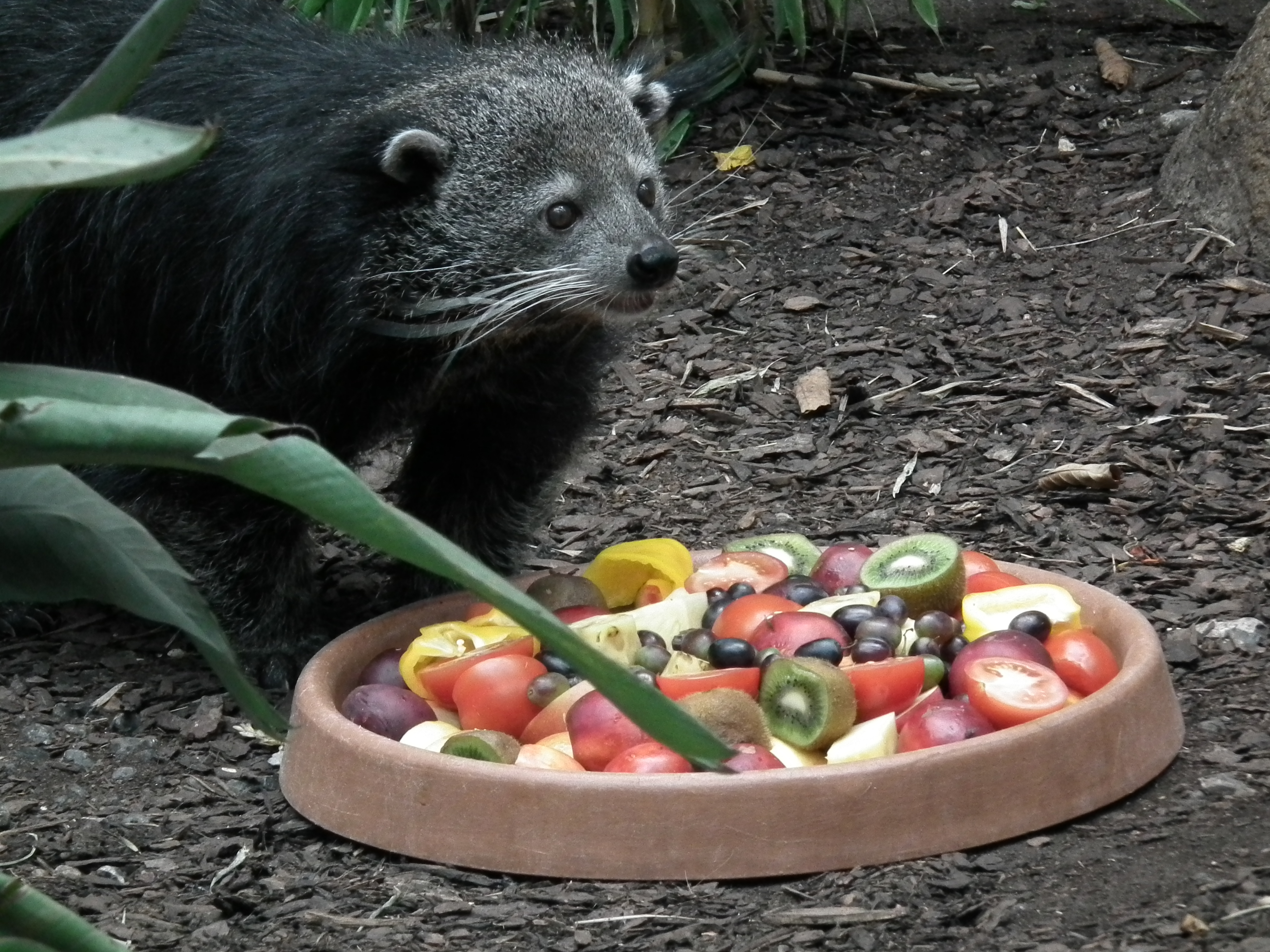
Le binturong est essentiellement végétarien, même s'il fait partie de l'ordre des Carnivora.

### Reproduction
Il n'existe aucune donnée à ce sujet provenant du milieu naturel. D'après des observations faites sur des binturongs issus de la captivité, il ne semble pas y avoir de saison de reproduction pour les binturongs : ils s'accouplent tout au long de l'année et les naissances se produisent à n'importe quelle saison. La gestation dure 92 jours et la portée varie la plupart du temps de 1 à 4 petits (généralement 2), mais il peut y en avoir jusqu’à 6.
Les femelles atteignent la maturité sexuelle à environ 18 mois et les mâles à 24 mois. Il arrive que le mâle reste avec la femelle après qu’elle ait mis bas.
Les binturongs sont solitaires, sauf si les femelles sont en œstrus, auquel cas elles font un appel qui attire les mâles. Les groupes de binturongs ne comprennent le plus souvent que la mère avec ses petits. Les mâles agissent souvent de manière défensive envers les femelles à moins qu'elles ne soient en œstrus.
- Gestation : 3 mois environ
- Nombre de petits : 1 à 4
- Âge de sevrage : de 6 à 8 mois

Les petits naissent aveugles, avec un poids moyen de 142 g. Ils ouvrent les yeux au bout de 10 jours et commencent à se déplacer à partir de 7 semaines. À partir de 45 jours, les premières dents apparaissent et ils commencent à manger un peu de nourriture solide.

## Habitat et répartition
Le binturong vit dans l'Est de l'Inde et en Asie du Sud-Est. Plus précisément en Inde (Arunachal Pradesh, Assam, Manipur, Meghalaya, Mizoram, Nagaland, Bengale-Occidental (partie nord), Sikkim et Tripura), Népal, Bangladesh, Myanmar, Chine (Yunnan, Guangxi), Laos, Thaïlande, Malaisie, Vietnam, Indonésie (Kalimantan, Sumatra, Java), Philippine (Palawan),.
Il se rencontre dans les petites forêts tropicales, depuis le niveau de la mer jusqu'à 1300 mètres d'altitude. On le trouve aussi assez communément dans les collines ayant une bonne couverture forestière.

## État de conservation
L’espèce a le statut de « vulnérable » sur la Liste rouge des espèces menacées de l’IUCN. Sa population a diminué de 30 % en 18 ans, sur trois générations (UICN, 2016) en raison d’un rétrécissement de son aire de répartition et de la dégradation et destruction de son habitat et d’une surexploitation (chasse pour la viande et la médecine traditionnelle).
Dans le Sud de sa distribution, les zones basses de son habitat ont été transformées en plantations de palmiers à huile. Dans la partie nord de l'aire de répartition (dans le nord de l'Asie du Sud-Est et en Chine), la chasse et le commerce endémiques de mammifères de cette classe ont gravement déprimé les populations, même dans les grands blocs restants de forêt peu dégradée.
Historiquement, le binturong était probablement commun dans son aire de distribution mais il est devenu de nos jours peu commun ou rare. Il est même certainement proche de l’extinction en Chine et au Vietnam. Bien que l'espèce soit principalement arboricole, elle est détectable à l'aide de pièges photographiques. Les études de terrain relativement intensives après 1999 qui ont utilisé cette méthode dans un habitat approprié dans des aires protégées, ont produit peu ou pas de signalements de cette espèce au Laos, Cambodge, et Vietnam, indiquant un déclin sévère dans ces pays. On peut s'attendre à ce que la Thaïlande abrite l'une des populations les plus saines de l'Asie du Sud-Est continentale, mais des déclins y sont également suspectés. Au Myanmar, la présence du binturong a été confirmée par des pièges photographiques, suggérant qu’il pourrait rivaliser avec la Thaïlande en tant que pays central pour la conservation de l’espèce en Asie du Sud-Est continentale.
À travers l’Asie du Sud-Est, le binturong est chassé pour sa viande, pour fournir des remèdes aux médecines traditionnelles et est capturé comme animal de compagnie. Étant donné que le binturong n'a pas peur des gens et est parfois actif pendant la journée, il est souvent visible par les chasseurs, ce qui l'expose ainsi à un risque élevé.
La perte ou la dégradation de son habitat sont des menaces majeures. Dans toute son aire de répartition, les menaces viennent de l’exploitation forestière et de la conversion des forêts en terres cultivées. Les zones protégées ne sont pas exemptes de déforestation : à Kalimantan, 56 % des forêts protégées des basses terres ont été défrichées de 1985 à 2001. Mais la déforestation fait aussi des ravages ailleurs en Asie du Sud-Est, en Inde et Chine.
Le binturong est présent dans de nombreuses aires protégées réparties sur son aire de répartition actuelle ; cependant, l'efficacité de ces réserves à protéger cette espèce est très variable.

## Relations avec l'espèce humaine

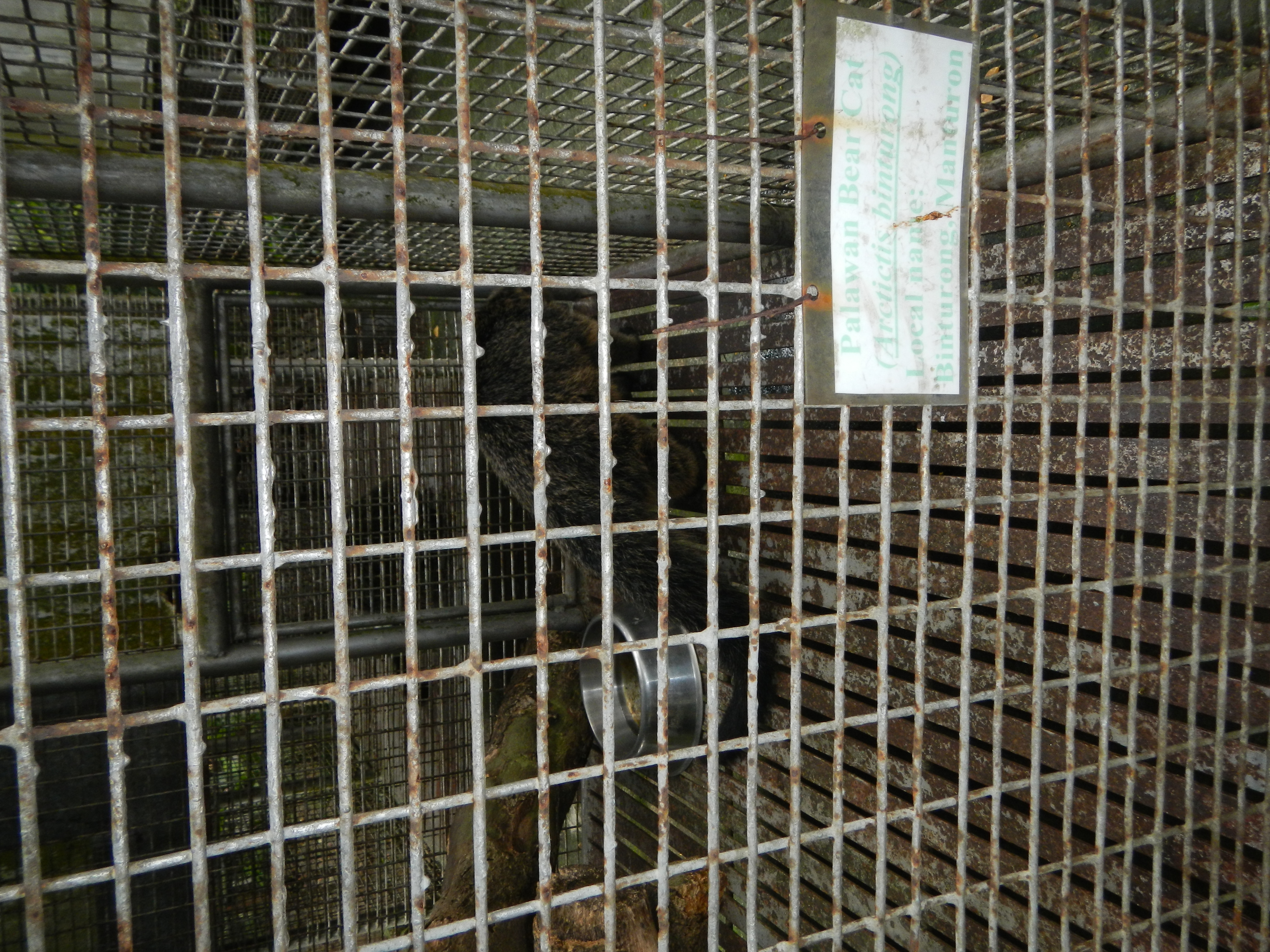
Binturong, Ninoy Aquino Parks & Wildlife Center, Philippines

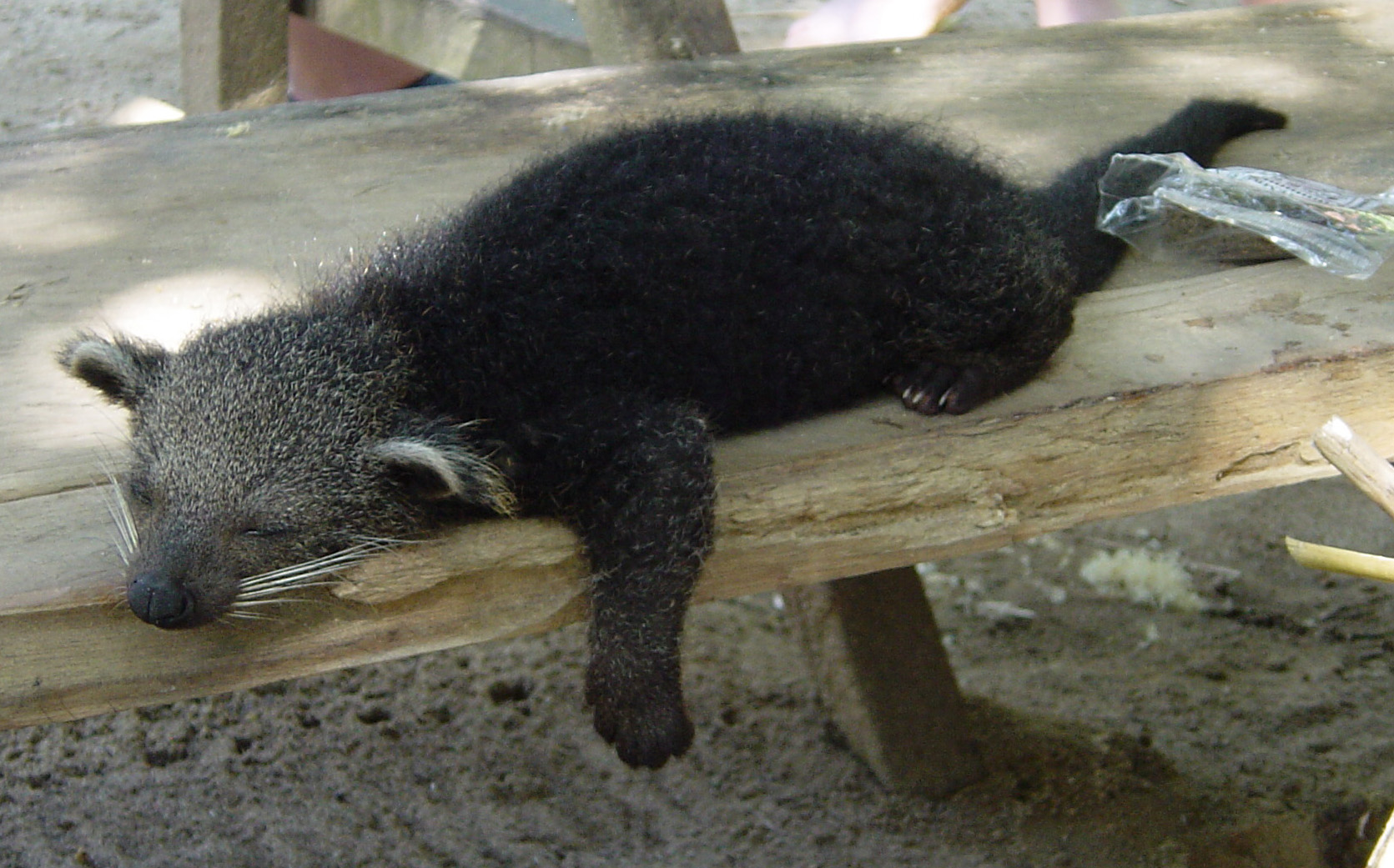
Jeune binturong utilisé comme animal de compagnie en Malaisie.

L'animal est menacé par la déforestation et les trafics : on mange sa viande et on le vend comme animal de compagnie dans la péninsule Malaise, où, docile comme un petit chien, il remplace souvent le chat domestique dans la maison. Il faut toutefois se méfier de son humeur versatile car, quand il est apeuré ou en colère, il peut se muer en une véritable furie et ses morsures peuvent être profondes et douloureuses.
Aux Philippines, cette espèce est capturée pour le commerce des animaux de compagnie, et dans le sud de son aire de répartition, elle est également capturée pour la consommation humaine. Au Laos, cette espèce est l'un des carnivores vivants en cage les plus fréquemment exposés. À Vientiane, sa fourrure fait l’objet de trafic. Au Vietnam, le binturong est consommé comme beaucoup d’animaux sauvages. Il est aussi recherché par la pharmacopée traditionnelle et comme animal de compagnie. En Malaisie péninsulaire, le binturong tout comme la civette est l’objet d’un commerce pour sa viande. Dans l’Assam indien, l’animal est chassé pour sa viande.
En Indonésie, lorsque le kopi luwak (ou « café civette ») est devenu un produit à la mode, vendu très cher, des fermiers de Lampung (sud de Sumatra) ont commencé à détenir en captivité des binturongs et des civettes palmistes communes (Paradoxurus hermaphroditus) pour produire ce café. Il est produit à partir de cerises de café mangées par ces civettes qui après défécation se retrouvent partiellement digérées.
Depuis 2015, il existe une journée internationale du binturong (World Binturong Day), qui a lieu chaque année, le second samedi du mois de mai. L'association ABConservation, destinée à la protection du binturong est à l'initiative de sa création. Pour cette journée, la Ménagerie du Jardin des plantes de Paris, entre autres, propose des activités pour découvrir cet animal méconnu. En effet, la ménagerie accueille un couple depuis 2003. Leur progéniture est envoyée dans différents parcs zoologiques dans le cadre d'un programme d'élevage européen.

## Liste des sous-espèces
Selon Catalogue of Life (15 octobre 2020) et Mammal Species of the World (version 3, 2005)  (15 octobre 2020) :
- sous-espèce Arctictis binturong albifrons (F. G. Cuvier, 1822)
- sous-espèce Arctictis binturong binturong (Raffles, 1821)
- sous-espèce Arctictis binturong kerkhoveni Sody, 1936
- sous-espèce Arctictis binturong menglaensis Wang & Li, 1987
- sous-espèce Arctictis binturong penicillatus Temminck, 1835
- sous-espèce Arctictis binturong whitei J. A. Allen, 1910